# Boris Yegorov
Boris Borisovich Yegorov (ruso: Борис Борисович Егоров) (Moscú, 26 de noviembre de 1937-Ibid., 12 de septiembre de 1994) fue un médico-cosmonauta soviético.

## Biografía
Procedia de una familia de médicos, padre cardiólogo y madre oftalmóloga, Boris Yegorov también siguió la carrera y se formó en el Instituto de Medicina de Moscú en 1961. Durante sus estudios, tuvo contacto con los entrenamientos físicos de Yuri Gagarin y se interesó por la medicina espacial, pasando a participar del programa espacial soviético. Fue seleccionado como cosmonauta en 1961, donde formó parte de un grupo de científicos para ir al espacio. El 12 de octubre de 1964, Yegorov subió al espacio en la Vosjod 1, el primer vuelo  en una nave con más de un tripulante, formada de un cosmonauta, el comandante Vladimir Komarov, un ingeniero de diseño de sondas espaciales, Konstantin Feoktistov y el médico Boris. Yegorov se casó tres veces y murió de ataque cardíaco en 1994, a los 56 años.